# Élections législatives de 2012 dans le Loiret
Les élections législatives françaises de 2012 se déroulent les 10 et 17 juin 2012. Dans le département du Loiret, six députés sont à élire dans le cadre de six circonscriptions, soit une de plus que lors des législatures précédentes, en raison du redécoupage des circonscriptions législatives françaises de 2010.

## Élus
|   | Circonscription | Député sortant     |            | Parti      | Député élu ou réélu |  | Parti |
| - | --------------- | ------------------ | ---------- | ---------- | ------------------- |  | ----- |
| ≠ | 1re             | Olivier Carré      |            | UMP        | Olivier Carré       |  | UMP   |
| = | 2e              | Serge Grouard      |            | UMP        | Serge Grouard       |  | UMP   |
| ≠ | 3e              | Jean-Louis Bernard |            | UMP-PR     | Claude de Ganay     |  | UMP   |
| ≠ | 4e              | Jean-Pierre Door   |            | UMP        | Jean-Pierre Door    |  | UMP   |
| ≠ | 5e              | Marianne Dubois    |            | UMP        | Marianne Dubois     |  | UMP   |
| + | 6e              | Siège créé         | Siège créé | Siège créé | Valérie Corre       |  | PS    |

## Impact du redécoupage territorial
La création de la 6e circonscription peut être vue comme une scission de la 3e, à laquelle le canton de Lorris est ajouté. À la 3e, sont ajoutés les cantons de La Ferté-Saint-Aubin (issu de la 1re), Briare, Châtillon-sur-Loire et de Gien, provenant de la 4e, laquelle récupère le canton de Ferrières-en-Gâtinais de la 5e. Quatre circonscriptions sont ainsi modifiées.

## Résultats

### Résultats à l'échelle du département
| Parti          | Parti                              | Premier tour | Premier tour | Second tour | Second tour | Sièges |  |
| Parti          | Parti                              | Voix         | %            | Voix        | %           | Sièges |  |
| -------------- | ---------------------------------- | ------------ | ------------ | ----------- | ----------- | ------ |  |
|                | Union pour un mouvement populaire  | 89 038       | 34,21        | 131 675     | 52,68       | 5      |  |
|                | Nouveau centre                     | 4 194        | 1,61         |             |             | 0      |  |
|                | Divers droite dont DLR, PCD        | 2 662        | 1,02         | 0           |             |        |  |
|                | Droite parlementaire               | 95 894       | 36,84        | 131 675     | 52,68       | 5      |  |
|                |                                    |              |              |             |             |        |  |
|                | Parti socialiste                   | 70 249       | 26,99        | 97 960      | 39,19       | 1      |  |
|                | Europe Écologie Les Verts          | 14 747       | 5,67         | 20 298      | 8,14        | 0      |  |
|                | Divers gauche dont MRC             | 2 046        | 0,79         |             |             | 0      |  |
|                | Majorité présidentielle            | 87 042       | 33,44        | 118 258     | 47,31       | 1      |  |
|                |                                    |              |              |             |             |        |  |
|                | Front national                     | 44 516       | 17,1         |             |             | 0      |  |
|                | Front de gauche                    | 16 427       | 6,31         | 0           |             |        |  |
|                | Divers                             | 5 767        | 2,22         | 0           |             |        |  |
|                | Mouvement démocrate                | 4 057        | 1,56         | 0           |             |        |  |
|                | Divers écologiste dont AÉI et MÉI  | 3 525        | 1,35         | 0           |             |        |  |
|                | Extrême gauche dont LO, NPA et POI | 2 568        | 0,99         | 0           |             |        |  |
|                | Extrême droite                     | 502          | 0,19         | 0           |             |        |  |
|                |                                    |              |              |             |             |        |  |
| Inscrits       | Inscrits                           | 443 213      | 100,00       | 443 201     | 100,00      | 6      |  |
| Abstentions    | Abstentions                        | 179 184      | 40,43        | 184 760     | 41,69       |        |  |
| Votants        | Votants                            | 264 029      | 59,57        | 258 441     | 58,31       |        |  |
| Blancs et nuls | Blancs et nuls                     | 3 731        | 1,41         | 8 508       | 3,29        |        |  |
| Exprimés       | Exprimés                           | 260 298      | 98,59        | 249 933     | 96,71       |        |  |

### Résultats par circonscription

#### Première circonscription (Orléans-Sud)
| Candidat       | Candidat                    | Parti          | Premier tour | Premier tour | Second tour | Second tour |  |
| Candidat       | Candidat                    | Parti          | Voix         | %            | Voix        | %           |  |
| -------------- | --------------------------- | -------------- | ------------ | ------------ | ----------- | ----------- |  |
|                | Olivier Carré sortant réélu | UMP            | 16 559       | 38,49        | 21 846      | 51,84       |  |
|                | Jean-Philippe Grand         | EÉLV           | 13 650       | 31,73        | 20 298      | 48,16       |  |
|                | Dominique Sanguinetti       | RBM (FN)       | 5 639        | 13,11        |             |             |  |
|                | Cécile Hubert               | FG (PCF)       | 3 008        | 6,99         |             |             |  |
|                | Ibrahim Choucair            | Divers gauche  | 1 918        | 4,46         |             |             |  |
|                | Tahar Ben Chaabane          | CpF (MoDem)    | 1 105        | 2,57         |             |             |  |
|                | Annie Girault               | AÉI            | 620          | 1,44         |             |             |  |
|                | Omar Ghandour               | DLR            | 203          | 0,47         |             |             |  |
|                | Claude Trepka               | LO             | 149          | 0,35         |             |             |  |
|                | Robert Couture              | NPA            | 171          | 0,40         |             |             |  |
|                | Yvonne Daroussin            | Divers         | 1            | 0,00         |             |             |  |
|                |                             |                |              |              |             |             |  |
| Inscrits       | Inscrits                    | Inscrits       | 73 262       | 100,00       | 73 258      | 100,00      |  |
| Abstentions    | Abstentions                 | Abstentions    | 29 668       | 40,5         | 29 947      | 40,88       |  |
| Votants        | Votants                     | Votants        | 43 594       | 59,5         | 43 311      | 59,12       |  |
| Blancs et nuls | Blancs et nuls              | Blancs et nuls | 571          | 1,31         | 1 167       | 2,69        |  |
| Exprimés       | Exprimés                    | Exprimés       | 43 023       | 98,69        | 42 144      | 97,31       |  |

#### Deuxième circonscription (Orléans-Ouest)
| Candidat       | Candidat                    | Parti                    | Premier tour | Premier tour | Second tour | Second tour |  |
| Candidat       | Candidat                    | Parti                    | Voix         | %            | Voix        | %           |  |
| -------------- | --------------------------- | ------------------------ | ------------ | ------------ | ----------- | ----------- |  |
|                | Serge Grouard sortant réélu | UMP                      | 17 879       | 37,24        | 23 915      | 50,37       |  |
|                | Christophe Chaillou         | PS                       | 17 444       | 36,33        | 23 561      | 49,63       |  |
|                | Philippe Lecoq              | RBM (FN)                 | 6 812        | 14,19        |             |             |  |
|                | Sylvie Dubois               | FG (PCF) (Divers gauche) | 2 694        | 5,61         |             |             |  |
|                | Moïsette Crosnier           | EÉLV                     | 1 097        | 2,28         |             |             |  |
|                | Guy Torreilles              | CpF (MoDem)              | 879          | 1,83         |             |             |  |
|                | Joëlle Perrin               | DLR                      | 292          | 0,61         |             |             |  |
|                | Gérard Gascoin              | AÉI                      | 288          | 0,60         |             |             |  |
|                | Alix de Courrèges           | PCD                      | 230          | 0,48         |             |             |  |
|                | Marie-Pierre Regnault       | NPA                      | 207          | 0,43         |             |             |  |
|                | Farida Megdoud              | LO                       | 190          | 0,40         |             |             |  |
|                |                             |                          |              |              |             |             |  |
| Inscrits       | Inscrits                    | Inscrits                 | 81 929       | 100,00       | 81 930      | 100,00      |  |
| Abstentions    | Abstentions                 | Abstentions              | 33 354       | 40,71        | 33 228      | 40,56       |  |
| Votants        | Votants                     | Votants                  | 48 575       | 59,29        | 48 702      | 59,44       |  |
| Blancs et nuls | Blancs et nuls              | Blancs et nuls           | 563          | 1,16         | 1 226       | 2,52        |  |
| Exprimés       | Exprimés                    | Exprimés                 | 48 012       | 98,84        | 47 476      | 97,48       |  |

#### Troisième circonscription (Gien)
| Candidat       | Candidat             | Parti          | Premier tour | Premier tour | Second tour | Second tour |  |
| Candidat       | Candidat             | Parti          | Voix         | %            | Voix        | %           |  |
| -------------- | -------------------- | -------------- | ------------ | ------------ | ----------- | ----------- |  |
|                | Philippe Froment     | PS             | 13 561       | 31,61        | 19 169      | 47,27       |  |
|                | Claude de Ganay élu  | PRV (UMP)      | 12 508       | 29,16        | 21 379      | 52,73       |  |
|                | Étienne Trapp        | RBM (FN)       | 7 799        | 18,18        |             |             |  |
|                | Jean-Pierre Hurtiger | Divers         | 4 957        | 11,56        |             |             |  |
|                | Sylvie Vauvilliers   | FG (PCF)       | 2 121        | 4,94         |             |             |  |
|                | Catherine de Metz    | DLR            | 803          | 1,87         |             |             |  |
|                | Sophie Hecquet       | MÉI            | 401          | 0,93         |             |             |  |
|                | Françoise Soret      | AÉI            | 343          | 0,80         |             |             |  |
|                | Elsa de Morais       | NPA            | 219          | 0,51         |             |             |  |
|                | Michel Naulin        | LO             | 186          | 0,43         |             |             |  |
|                |                      |                |              |              |             |             |  |
| Inscrits       | Inscrits             | Inscrits       | 71 107       | 100,00       | 71 107      | 100,00      |  |
| Abstentions    | Abstentions          | Abstentions    | 27 586       | 38,8         | 28 941      | 40,7        |  |
| Votants        | Votants              | Votants        | 43 521       | 61,2         | 42 166      | 59,3        |  |
| Blancs et nuls | Blancs et nuls       | Blancs et nuls | 623          | 1,43         | 1 618       | 3,84        |  |
| Exprimés       | Exprimés             | Exprimés       | 42 898       | 98,57        | 40 548      | 96,16       |  |

#### Quatrième circonscription (Montargis)
| Candidat       | Candidat                       | Parti              | Premier tour | Premier tour | Second tour | Second tour |  |
| Candidat       | Candidat                       | Parti              | Voix         | %            | Voix        | %           |  |
| -------------- | ------------------------------ | ------------------ | ------------ | ------------ | ----------- | ----------- |  |
|                | Jean-Pierre Door sortant réélu | UMP                | 16 824       | 38,54        | 23 478      | 57,81       |  |
|                | Jalila Gaboret                 | Divers gauche (PS) | 11 107       | 25,44        | 17 133      | 42,19       |  |
|                | Bernard Chauvet                | RBM (FN)           | 9 083        | 20,81        |             |             |  |
|                | Franck Demaumont               | FG (PCF)           | 4 477        | 10,26        |             |             |  |
|                | Chantal Ballin                 | AÉI                | 602          | 1,38         |             |             |  |
|                | Marie-Hélène Pfister           | DLR                | 586          | 1,34         |             |             |  |
|                | Alphonse Proffit               | Divers             | 435          | 1,00         |             |             |  |
|                | Dominique Clergue              | LO                 | 303          | 0,69         |             |             |  |
|                | Cécile Hoarau                  | NPA                | 238          | 0,55         |             |             |  |
|                |                                |                    |              |              |             |             |  |
| Inscrits       | Inscrits                       | Inscrits           | 75 011       | 100,00       | 75 006      | 100,00      |  |
| Abstentions    | Abstentions                    | Abstentions        | 30 688       | 40,91        | 32 717      | 43,62       |  |
| Votants        | Votants                        | Votants            | 44 323       | 59,09        | 42 289      | 56,38       |  |
| Blancs et nuls | Blancs et nuls                 | Blancs et nuls     | 668          | 1,51         | 1 678       | 3,97        |  |
| Exprimés       | Exprimés                       | Exprimés           | 43 655       | 98,49        | 40 611      | 96,03       |  |

#### Cinquième circonscription (Pithiviers)
| Candidat       | Candidat                        | Parti          | Premier tour | Premier tour | Second tour | Second tour |  |
| Candidat       | Candidat                        | Parti          | Voix         | %            | Voix        | %           |  |
| -------------- | ------------------------------- | -------------- | ------------ | ------------ | ----------- | ----------- |  |
|                | Marianne Dubois sortante réélue | UMP            | 14 609       | 34,50        | 21 627      | 53,82       |  |
|                | Carole Cannette                 | PS             | 13 751       | 32,47        | 18 556      | 46,18       |  |
|                | Jeanne Beaulier                 | RBM (FN)       | 8 675        | 20,48        |             |             |  |
|                | Karine Percheron                | FG (PCF)       | 1 965        | 4,64         |             |             |  |
|                | Arlette Gounot                  | CpF (MoDem)    | 710          | 1,68         |             |             |  |
|                | Valéry Van Batten               | PDF            | 502          | 1,19         |             |             |  |
|                | Huguette Desbois                | DLR            | 387          | 0,91         |             |             |  |
|                | Dominique Claisse               | AÉI            | 386          | 0,91         |             |             |  |
|                | Monique Lemoine                 | Divers         | 374          | 0,88         |             |             |  |
|                | Thomas Hecquet                  | MÉI            | 291          | 0,69         |             |             |  |
|                | Céline Sottejeau                | LO             | 221          | 0,52         |             |             |  |
|                | Chantal Thabourin               | NPA            | 189          | 0,45         |             |             |  |
|                | Aliette Kuntz                   | MPF            | 161          | 0,38         |             |             |  |
|                | Pierre de Freitas               | POI            | 128          | 0,30         |             |             |  |
|                |                                 |                |              |              |             |             |  |
| Inscrits       | Inscrits                        | Inscrits       | 72 691       | 100,00       | 72 691      | 100,00      |  |
| Abstentions    | Abstentions                     | Abstentions    | 29 624       | 40,75        | 31 035      | 42,69       |  |
| Votants        | Votants                         | Votants        | 43 067       | 59,25        | 41 656      | 57,31       |  |
| Blancs et nuls | Blancs et nuls                  | Blancs et nuls | 718          | 1,67         | 1 473       | 3,54        |  |
| Exprimés       | Exprimés                        | Exprimés       | 42 349       | 98,33        | 40 183      | 96,46       |  |

#### Sixième circonscription (Orléans-Est)
| Candidat       | Candidat               | Parti          | Premier tour | Premier tour | Second tour | Second tour |  |
| Candidat       | Candidat               | Parti          | Voix         | %            | Voix        | %           |  |
| -------------- | ---------------------- | -------------- | ------------ | ------------ | ----------- | ----------- |  |
|                | Valérie Corre élue     | PS             | 14 386       | 35,64        | 19 541      | 50,14       |  |
|                | Charles-Éric Lemaignen | UMP            | 10 659       | 26,41        | 19 430      | 49,86       |  |
|                | Élizabeth Alagnoux     | RBM (FN)       | 6 509        | 16,13        |             |             |  |
|                | Florent Montillot      | NC             | 4 194        | 10,39        |             |             |  |
|                | Olivier Hicter         | FG (PG)        | 2 162        | 5,36         |             |             |  |
|                | Laurence Duval         | CpF (MoDem)    | 1 363        | 3,38         |             |             |  |
|                | Sylvie Castro          | AÉI            | 594          | 1,47         |             |             |  |
|                | Eddy Talbot            | NPA            | 307          | 0,76         |             |             |  |
|                | David Choquel          | LO             | 189          | 0,47         |             |             |  |
|                |                        |                |              |              |             |             |  |
| Inscrits       | Inscrits               | Inscrits       | 69 230       | 100,00       | 69 209      | 100,00      |  |
| Abstentions    | Abstentions            | Abstentions    | 28 280       | 40,85        | 28 892      | 41,75       |  |
| Votants        | Votants                | Votants        | 40 950       | 59,15        | 40 317      | 58,25       |  |
| Blancs et nuls | Blancs et nuls         | Blancs et nuls | 587          | 1,43         | 1 346       | 3,34        |  |
| Exprimés       | Exprimés               | Exprimés       | 40 363       | 98,57        | 38 971      | 96,66       |  |